# Нидербромбах
Нидербромбах (њем. Niederbrombach) општина је у њемачкој савезној држави Рајна-Палатинат. Једно је од 96 општинских средишта округа Биркенфелд. Према процјени из 2010. у општини је живјело 471 становника. Посједује регионалну шифру (AGS) 7134057.

## Географски и демографски подаци
Нидербромбах се налази у савезној држави Рајна-Палатинат у округу Биркенфелд. Општина се налази на надморској висини од 430 метара. Површина општине износи 7,3 km². У самом мјесту је, према процјени из 2010. године, живјело 471 становника. Просјечна густина становништва износи 65 становника/km².